# Allan Carlsson Leksaksfabrik
Allan Carlsson Leksaksfabrik, tidigare Carlssons båtbyggeri var ett leksaksföretag i Boxholms kommun, som mellan 1947–2004 tillverkade 2,7 miljoner labyrintspel.

## Historik
Allan Carlsson som var grundare till företaget, började på 1940-talet att arbeta på en dörrfabrik i Boxholm. Vid sidan av arbetstiden ägnade han sig åt att bygga och reparera båtar tillsammans med Sven Karlsson. Därefter slutade han vid dörrfabriken och startade Carlssons båtbyggeri tillsammans med Karlsson på Storgatan i Boxholm. Under den tiden fick Carlsson ett tips av sin granne Tage Friberg om tillverka labyrintspel, en idé som kom från Sven Bergling i Tranås.
1947 började han att tillverkar labyrintspel hemma i en källare i Boxholm. En av de första kunderna var NK i Stockholm. Leksaksföretaget Brio kontaktade därefter Carlsson för att starta en produktion tillsammans.
1952 grundades Allan Carlsson Leksaksfabrik i Boxholm. På 1970-talet tillverkades omkring 100.000 labyrintspel per år, då det även nådde sin högst tillverkning på 140.000 spel per år. 1987 bytte företaget namn från Carlssons båtbyggeri till Alla Carlssons leksaksfabrik AB. Under 2000-talet minskade produktionen till 10.000–12.000 per år. På grund av ekonomi valde leksaksföretaget Brio 2004 att sluta tillverkade labyrintspelat i Boxholm, för att istället flytta produktionen till Kina. Under år kom företaget att totalt tillverka 2,7 miljoner labyrintspel.
Som mest kom ungefär 40 personer att arbeta på företaget inom tre olika bolag.

## Produktion
De har bland annat tillverkat lådan till 2014 års Polarpris.

## VD
- 1952–: Allan Carlsson[2]
- 2004–: Åke Carlsson[2]